# Сельское поселение Чекалино
Сельское поселение Чекалино — муниципальное образование в Сызранском районе Самарской области.
Административный центр — село Чекалино.

## География
Через территорию поселения протекает река Тишерек. Находится в 25 километров от города Сызрань. Поверхность холмистая, степная, есть лесные участки.

### Автодороги
При въезде в село Чекалино находится трасса А151 Сызрань-Ульяновск-Цивильск. В сельском поселении находится два моста через реку Тишерек соединяющие Чекалино с Бутырками и Новосёлками. Между Чекалином и Троицкое есть просёлочная дорога. От Новосёлок идёт просёлочная дорога в Радужное, идущая через Васильевку и Петровку. От Бутырок ведут просёлочные дороги в Кучуговку и Старую Деревню. При въезде в Чекалино есть дорога, ведущая к подъезду к селу Демидовка. Асфальтированы в поселении большая часть улиц села Чекалино, подъезд к Новосёлкам и её центральная улица.

## Административное устройство
В состав сельского поселения Чекалино входят 1 село и 2 деревни:
- село Чекалино,
- деревня Бутырки,
- деревня Новоселки.

## Демография
Население сельского поселения на 2017 год составляет ▲632 человека.

## Экономика
- КФХ Кожевников В.А.
- Лесопилка,
- Завод по производству воды "Дворцовая",
- Почта и администрация
- Два розничных магазина (продукты и промтовары)

## Образование и медицина
В селе Чекалино расположены школа и детский сад, фельдшерско-акушерский пункт

## Культура
В селе Чекалино расположены Дом Культуры и библиотека, действует Молодежный совет

## СМИ
На территории Сельского поселения Чекалино поступают источники информации из Сызрани, Тольятти и Самары. Ещё у сельского поселения есть собственная газета — «Вестник Чекалино».